# 臺灣神道教

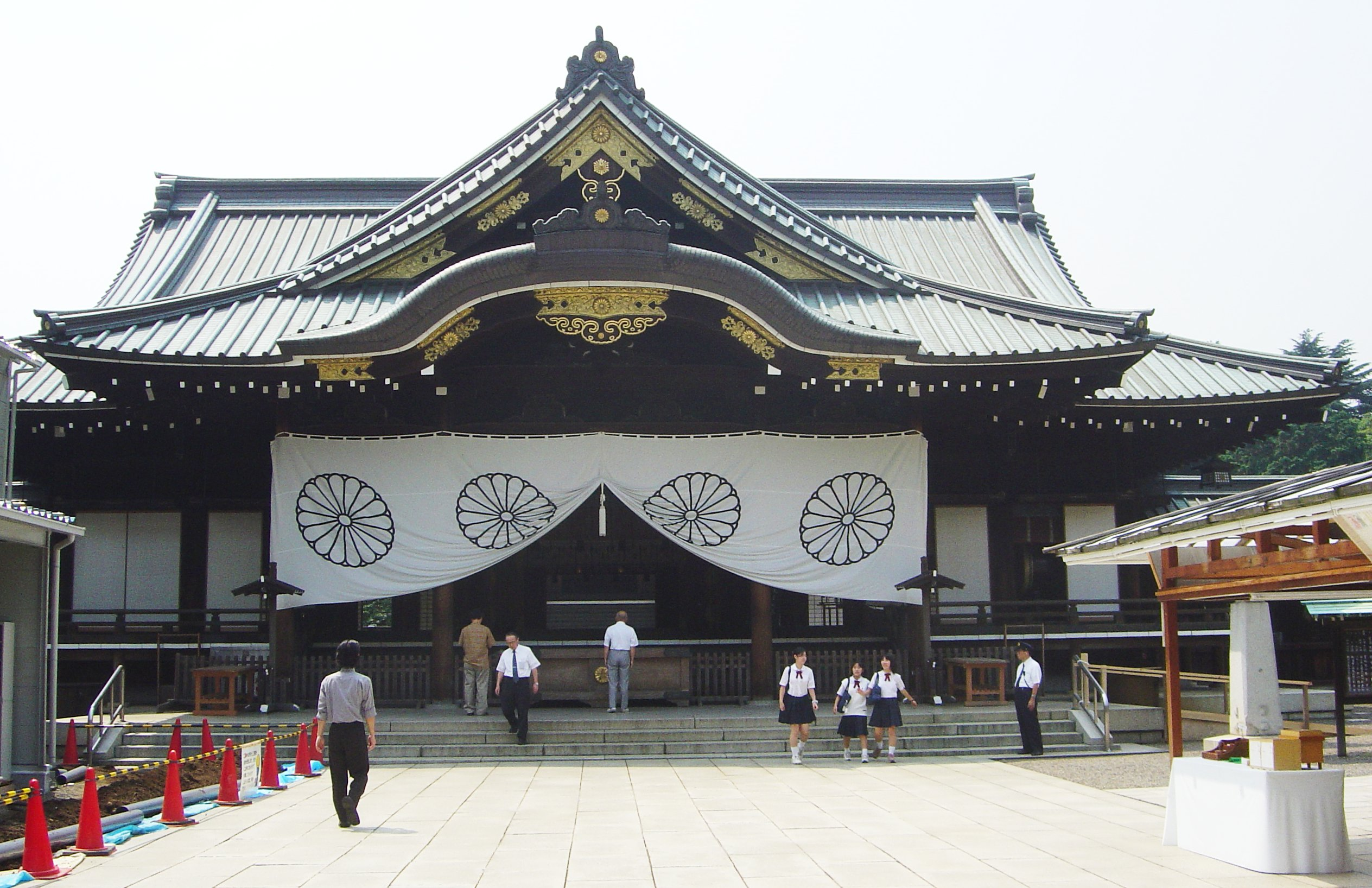
《靈魂之冊》是位於靖國神社的一本書，記載了在1937年至1945年間為日本天皇而戰的27,863名台灣人的名字。

臺灣神道教，這一宗教的起源可以追溯到1895年，當時日本對台灣實施長達50年的殖民統治。大日本帝國當時將其主要宗教神道教引入台灣。隨著1937年大日本帝國開始加強對中國的擴張政策，並以台灣作為進軍東南亞的基地，當地居民被積極鼓勵信奉神道教。直到1945年日本戰敗為止，在為日本天皇而戰的台灣人中，有27,863人被記錄在《靈魂之冊》中，他們的靈魂被供奉在日本東京的靖國神社。

## 日本殖民統治
在1919年至1936年期間，臺灣總督啟動了對台灣居民的義務教育，著力於文化同化。1937年，日本帝國在台灣展開了皇民化運動，該運動旨在促使台灣居民皈依並完全融入日本公民身份的政策。這一政策的實現方式包括採用日本名字，使用日語作為他們的國語，以剝奪台灣人的中國血統；在各方面融入日本生活，如穿著日本服裝、飲食日本料理以及信仰神道教。該政策還限制了中國方言的使用，並禁止實踐中國習俗，包括關閉漢語學校。同時，日本人試圖透過宣揚莎韻之鐘等愛國台灣人的故事，改變原住民的信仰。

## 神社

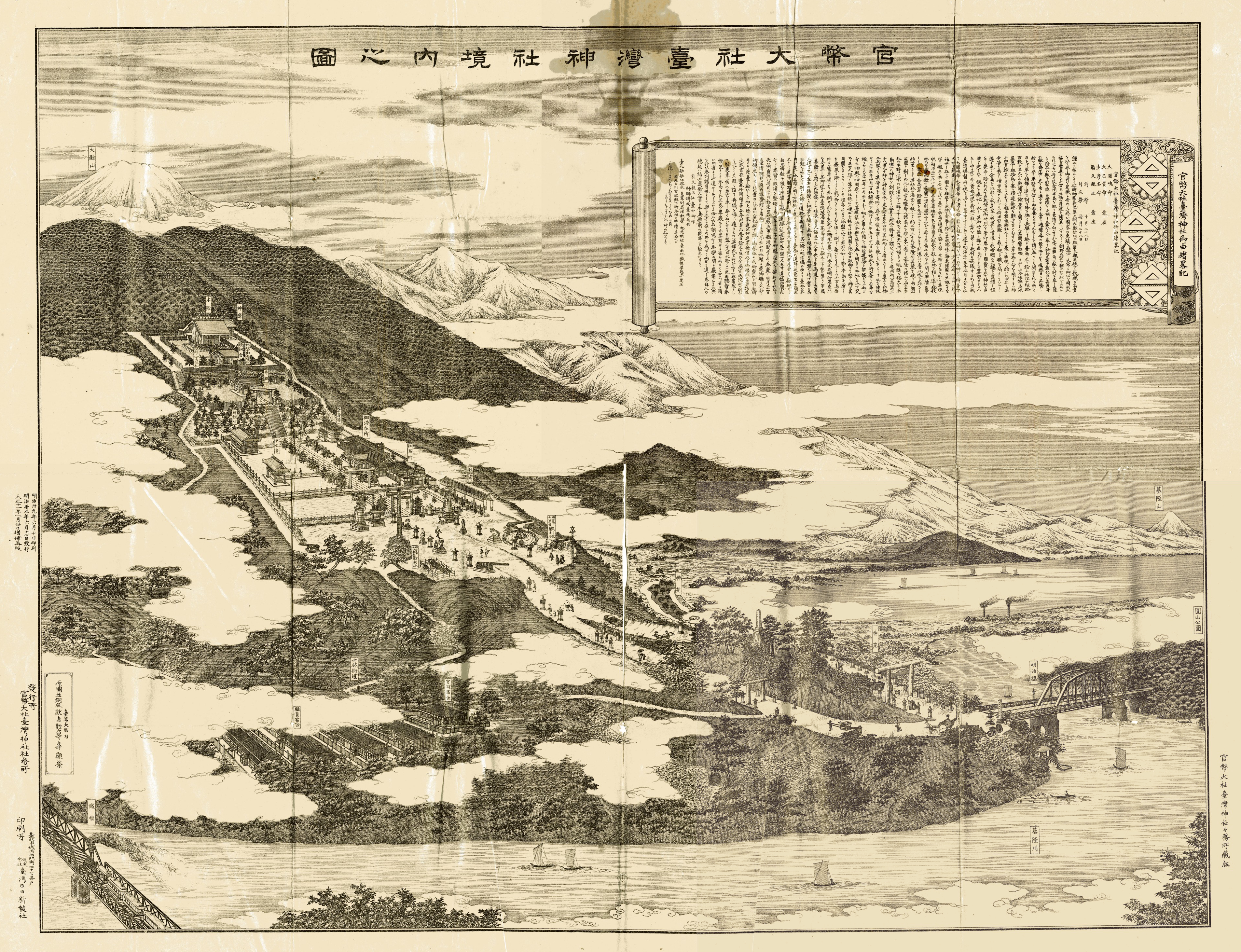
臺灣神宮是臺灣所有神社中最著名的神社，也是首座供奉北白川宮能久親王的神社。

台灣的第一座神道教神社是在1897年建立的開山神社，位於臺南州。然而，最著名的神社是建於1901年、位於臺北州（現今的臺北市）的台灣神社，該神社是為了紀念因病去世的北白川宮能久親王，他曾前往台南鎮壓台灣叛亂。1932年，裕仁皇太子（後來的昭和天皇）訪問台灣，以慶祝他的攝政王就任。
在台灣各地總共興建了204座神社，但只有66座獲得了國家正式認可。二戰後，許多神社被國民黨從中國大陸引進的實踐中拆毀，有些被烈士陵園取代。
近代重新建立的兩座神社是高士神社和鹿野神社。其中，高士神社仍然活躍，而鹿野神社則不再供奉任何神祇。

## 外部連結
- Shinto weddings become attractive to Taiwan couples （页面存档备份，存于）